# 비상전원 보존형 발전기
소방전원 보존형 발전기는 자가발전설비 가운데 소방부하와 비상부하의 겸용의 발전기로서 용량 산정시 두 부하 중 더 큰 한쪽 부하의 입력용량기준으로 정격출력용량을 적용할 수 있는 비상용발전기이며, 단일 용량으로 소방부하 및 비상부하 양쪽 용도에 기능적인 만족을 제공하는 경제적인 발전기 시스템이다.

## 비상발전기 미작동의 문제점
비상발전기는 정전시 또는 정전 및 화재시에 자동으로 비상전원을 공급하여 건축물의 비상시설과 소방시설 작동이 가능하게 하는 중요시설이다.
비상전원의 결함의 주요 원인은 첫째, 관리 소홀, 둘째, 구조적인 용량 부족에 기인되는 것인데, 용량 부족은 시공비 절감을 위해 적은 용량으로 시공하기 때문에 발생된다.이러한 문제점은 화재시 소방시설 작동 불능을 초래하여 인명 손실과 직결될 수 있다.
실제로 2008년 소방방재청 통계에 의하면 소방시설 미작동 등에 의한 사고 건수는 1,007건이고, 사망 53명, 부상 95명의 손실을 초래한 사례도 있다.
또한 2011년 9월 15일 전국 순환 정전시에는 비상용 승강기 및 승용 승강기(10층 이상 아파트는 겸용)에 승객이 갇힌 사건수가 1,902건, 인명구조 수는 2,901으로 보고되었는데, 비상발전기가 정상 작동하였으면 그런 사고를 예방할 수 있었다.

## 소방전원 보존형 발전기의 구비 조건
소방전원 보존형 발전기는 소방용과 비상용 겸용의 발전기로서 용량 부족에 의한 문제점에 대한 해결책으로서 적은 용량에서도 과부하 방지를 위해 개발된 발전기다.
발전기의 구비조건은 정전 및 화재시에는 소방부하 및 비상부하에 비상전원이 자동으로 동시 공급되고, 주전원 선로의 전류값을 계측하여 소방부하 증가로 발전기가 과부하에 가까운 정격출력 또는 비상출력 부근의 설정된 전류 값에 도달되면 제어기기에 의해 즉시 소방부하 이외의 비상부하를 일괄 또는 순차 제어함으로써 비상부하용 차단기가 차단되기 전에는 주전원 차단기가 차단되지 않게 하여 소방부하에 비상전원의 연속 공급을 보장하는 발전기이다.

## 법령 제도에 의한 의무적인 도입
소방방재청 고시 제 2011-27호(2011.11.24)에 의해 소방부하 및 비상부하 겸용으로 사용되는 비상용 발전기로는 과부하 위험 조건 방지를 위해 소방전원 보존형 발전기 또는 합산용량 발전기를 선택 적용하도록 의무화되었다.
법령에 의한 이 고시가 있기 전까지는 2011.10.1일자 소방방재청의 "비상발전기 및 제연설비 운영지침"에 의해 용량 부족 조건 방지를 도모하였던 바 있으나, 현장 적용에는 한계가 있었다.
비상부하의 경우 수용률을 임의 오적용하여 용량 부족 조건이 되어도 그 오류를 발견하기 쉽지 않았기에 소방안전 확보에 어려움이 있었다. 그러나 이 고시에 의해 그러한 모호한 부분이 제거되어 발전기의 용량이 명확하게 되어 오적용을 예방하게 되었고, 합산용량 발전기는 소방전원 보존형 발전기 대비 약 40% 고가가 되므로 경제성 제공으로 소방전원 보존형 발전기 채용으로서 부담을 줄일 수 있게 되었다.

## 국토해양부의 건축전기설비설계기준의 수용률
개정된 고시에 의하면, 소방부하의 수용률은 100%, 비상부하의 수용률은 100% 또는 국토해양부 공고 제2011-1198호 건축전기설비설계기준(건축전기설비기술기준이 아님)에 제시된 수용률 중 최댓값 이상으로 적용하도록 되어 있다. 건축전기설비설계기준은 2016.6.30, KDS-31 60 20 로 변경되었다
건축물의 종류별 및 부하 종류별로 제시된 수용률 최댓값(단위: %)은 1.0이 된다 
승강용 엘리베이터 수량에 따른 기준 수용률(사용빈도가 큰 경우, 단위: %)
2대: 91, 3대: 85, 4대: 80, 5대: 76, 6대: 72, 7대: 69, 8대: 67, 9대: 64, 10대: 62
따라서 소방 안전 확보를 위해 그 동안 있어 왔던 수용률 임의 적용이 배제되어, 적정 용량을 모호하게 산정하는 오적용을 예방할 수 있게 되었다.

## 소방전원 보존형 발전기의 출현 과정
이‘소방전원 보존형 발전기’는 2008년 10월 14일 ‘소방용도 이외의 전력부하 자동차단형 발전기’로서 최초로 공식 제안되었다. 비상전원의 구조적인 문제점의 독창적 발굴에 이은 해결책으로 개발된 것이다. 같은해 12월 18일 특허청에서 사전공개(특허출원번호:10-2008-100844)되었고, 그 후 우선권 신청에 따라 2010년 4월 16일 ‘소방전원 보존형 자가발전기’(특허제10-0954604)로 등록되어 공개되기에 이르렀다.

## 기존 발전기와의 차이점 및 제품 공신력
일반적인 전력부하제어기는 기존에도 있었으나 ‘소방 및 비상 겸용 발전기’의 문제 해결을 위해 소방전원 보호를 위한 구분 작동 및 작동 내용의 표시장치를 소방용 비상발전기에 적용한 것이 새로운 기술이다.
제안된‘소방전원 보존형 발전기’의 기술은 2011년의 제3회 대한민국소방산업대상, (사)한국화재소방학회의 기술상 및 개발자와 소속법인에 소방방재청의 청장상을 각각 수여한 것에 의해 공신력이 확보되었다. 즉, 제안된 방법은 기존의‘합산 용량 발전기’에 비해 거의 절반에 가까운 부담으로 설치가 용이하다는 이점이 있고, 기존 건물에 설치된 발전기의 결함 요소 해결에도 기여할 수 있게 되어 비상전원 안전 조건 확보의 길이 열리게 되었다. 이러한 행정 지도를 통한 개선이 요구된다.

## 소방전원 보존형 발전기 채용시 주의 사항
자가발전설비로서 소방전용 발전기와 합산용량 발전기 또는 소방전원 보존형 발전기 중에서 선택하여 적용할 수 있게 되었다.
다만, 이의 적용 시 발전기 시험성적서 및 소방전원 보존형 발전기 컨트롤러에 대한 한국소방산업기술원의 성능시험성적서를 첨부하여야 한다. 이는 성능이 불분명한 제품이나 위법 제품이 통용되는 것을 예방하기 위한 것이다.
또한 경제성을 위해 소방전원 보존형 발전기를 선택할 경우에는 간단한 절차로서 특허 제품인 만큼 공급자가 특허실시권을 확보한 업체인지를 확인할 책임이 부여되고 있다.
일반적으로는 특허가 개재된 제품 구입시 발주자는 특허관련 부담은 공급자가 책임지는 조건에서 구입한다.
그러나 소방 관련 제품은 건축물 인허가에 중대한 영향을 미치므로 특허통상실시권이 없는 업체로부터 제품 구입시 존공 단계에서 문제가 발생되면 가압류 조치를 당할 수 있다. 그러므로 단순히 발전기 시공비의 차이가 문제가 아니라, 준공이 무기 연기될 수 있어서 심각한 애로를 겪을 수 있으므로, 준공 이후에도 사용 불능 조건이 될 수 있으므로 반드시 공급자의 자격 확인시 특허등록원부 제시를 요구하여 확인받을 것이 요구된다.
발주시 기존 공급자들의 참여 확대를 고려하여 이러한 확인 절차를 등한시 할 경우 발주자의 이익에 커다란 손실이 초래되므로 이를 사전에 방지하는 것이 중요하다.

## 같이 보기
- 발전
- 전동기